# Tyrone Spong
Tyrone Clinton Spong (Paramaribo, 3 de septiembre de 1985) es un kickboxer, boxeador y artista marcial mixto surinamés-holandés. Actualmente es boxeador profesional donde recopila un récord de 14 victorias y 0 derrotas.

## Primeros años
Tyrone Spong nació en Surinam. En 1985, a la edad de 5 años, se trasladó a los Países Bajos con su familia. Creció en el barrio de Bijlmermeer en Ámsterdam, y a menudo fue involucrado en peleas callejeras y comenzó a entrenar kickboxing a los trece años cuando se encontró con un gimnasio por casualidad. Tuvo su primera pelea a los quince años y ganó por nocaut en el primer round. Algunos de sus compañeros de entrenamiento eran Alistair Overeem y Gilbert Yvel.

## Carrera como kickboxer
En 2003, su primer año como profesional, hizo su marca ganadora de 12 peleas ganando. En 2004, luchó contra Rafi Zouheir en la Battle of Zaandam y ganó su primer título europeo en Muay Thai (WKN). En 2004 Spong también visitó Japón para competir en Shootboxing donde perdió ante Ryuji Goto por decisión unánime. Su próxima pelea en abril de 2005, fue ante el belga Mohamed Ouali por otro título europeo (WPKL). Spong ganó la pelea por decisión unánime.
En diciembre de 2005 en A-1 combat cup en Duisburg, después de tres nocauts consecutivos en una sola noche, Tyrone Spong ganó el campeonato del torneo.
En 2006 Spong tendría dos de sus más grandes victorias de su joven carrera, victorias por KO sobre el veterano Joerie Mes y dos semanas más tarde ante Kaoklai Kaennorsing de en la primera ronda.
En 2007, Spong ganó el título mundial SLAMM de hasta 79 kg al derrotar al tailandés Yodchai Wor Petchpun a través de TKO en la primera ronda, y en el siguiente partido derrotó al bielorruso Dmitry Shakuta.
El 26 de enero de 2008, Spong ganó el Campeonato Mundial de Peso Crucero Thaiboxing de la World Full Contact Association (WFCA) al derrotar a Aurelien Duarte. Después de esto, ganó la KO World Series 2008 al derrotar a Nikos Sokolis por nocaut en la primera ronda, y defendió su título de WFCA Muay Thai al terminar Ondrej Hutnik con un golpe de hígado izquierdo en la segunda ronda. El 26 de abril de 2008, Spong se enfrentó a Azem Maksutaj en el K-1 World Grand Prix 2008 en Ámsterdam, y ganó por nocaut en la segunda ronda. Luego derrotó a Gary Turner a través de TKO en la primera ronda. El 29 de noviembre de 2008, se convirtió en el primer campeón mundial de It's Showtime 95MAX después de vencer a Zabit Samedov por decisión unánime.
El 28 de marzo de 2009, Spong participó en el primer K-1 Heavyweight (-100 kg), celebrado en Yokohama, Japón. Spong perdió ante Gökhan Saki en semifinales por KO en el tercer round. 
Spong finalmente conoció a su rival Nathan Corbett en el Champions of Champions II en lo que fue ampliamente considerado como una batalla entre los dos mejores peleadores de Muay Thai en el mundo en su categoría de peso para el WMC título mundial -93 kg. La pelea fue un encuentro muy parejo con Spong golpeando a Corbett con ganchos bajos en el segundo round sólo para que termine con una decisión controversial. En la tercer round Corbett logró noquear a Spong con un gran gancho de derecha haciendo que el árbitro a detuviera la pelea. Sin embargo, debido a las señales de mano engañosas del árbitro, Corbett se apresuró a regresar a golpear a Spong hacia abajo una vez más. Después de mucha confusión la pelea fue declarada sin decisión en lugar de una victoria por KO para Corbett.
Después de derrotar al K-1 campeón mundial de peso pesado Kyotaro Fujimoto el 5 de diciembre de 2009, Spong luchó contra Jerome Le Banner en abril de 2010. Spong se rompió la mano derecha en el primer round y fue derribado. A pesar de seguir firmemente, Spong perdió por decisión. 
Al final del año, Spong se clasificó para el K-1 World Grand Prix 2010 Final, al derrotar el veterano Ray Sefo en una pelea de eliminación. Finalmente, Spong perdió en los cuartos de final contra el que fue el campeón del torneo y compañero de entrenamiento Alistair Overeem. Fue una pelea muy competitiva ya que la mayoría opinaba que sería una pelea fácil para Overeem ya que tenía mucha más corpulencia. 
Al comienzo de 2011, Spong tuvo que abandonar la liga de kickboxing It's Showtime y su título mundial 95MAX debido a una serie de cuestiones tales como no haber tenido una defensa del título en los asignados dos años, y su gestión diciendo que había subido de peso para luchar como un peso pesado. 
Spong se enfrentó a Melvin Manhoef en It's Showtime el 28 de enero de 2012 y ganó por decisión unánime. Pelea con el legendario holandés Peter Aerts en un evento de It's Showtime en Bruselas, Bélgica, el 30 de junio de 2012, y fue ganado por KO en la tercera ronda.
Se enfrentó a Remy Bonjasky en Glory 5: London en Londres, Inglaterra el 23 de marzo de 2013. Spong ganó por KO con un gancho de derecha en el segundo round.
Spong se enfrentó a Michael Duut en los cuartos de final en Glory 9: New York en Nueva York, el 22 de junio de 2013. Esta pelea era la primera de un torneo de semipesado que organizó la compañía GLORY. Spong derrotó a Duut por KO en el primer round. En la misma noche se enfrentó a Filip Verlinden al que venció por decisión unánime y en la final enfrentándose a Danyo Ilunga venciendo por TKO ya que el árbitro paro la pelea. Spong con su victoria sobre Ilunga, ganó el Slam de la categoría semipesado en la compañía GLORY.

## Carrera como artista marcial mixto

### World Series of Fighting
Spong hizo su debut en MMA contra Travis Bartlett en WSOF 1 el 3 de noviembre de 2012, en Las Vegas, Nevada en la categoría de peso semipesado (205 lb). Para su debut en MMA entró en el gimnasio de competición Blackzilians. Spong, de esta manera, volvía a entrenar con el campeón de K-1 y excampeón de peso pesado de Strikeforce Alistair Overeem, y también entrenaría con los excampeones de UFC Rashad Evans y Vitor Belfort. Spong noqueó a Bartlett a los 3:15 del primer round con un derechazo.

## Carrera como boxeador
Spong hizo su debut en el boxeo el 6 de marzo de 2015, venciendo a Gabor Farkas por nocaut en la primera ronda. El 7 de octubre de 2017, Spong ganó el Campeonato de peso pesado latino del CMB.

## Vida personal
Spong está casado y tiene cuatro hijos. Es amante de los animales, tal y como se evidencia en la mayoría de sus tatuajes, pero sobre todo es amante de la raza de perros Pitbull, de los que tiene varios. Spong ha entrenado en Estados Unidos con Floyd Mayweather Sr. y entrena en el gimnasio Blackzilians, en Boca Ratón, Florida.

## Récord en boxeo
| 14 Ganadas (13 KOs), 0 Derrotas |        |                   |      |              |            |                                                                            |                                                                        |
| Res.                            | Récord | Oponente          | Tipo | Rd., Tiempo  | Datos      | Localidad                                                                  | Notas                                                                  |
| G                               | 14–0   | Jeyson Minda      | TKO  | 2 (10)       | 2019-08-31 | Gimnasio Polifuncional, Merida, Yucatán, México                            |                                                                        |
| G                               | 13–0   | Ítalo Perea       | SD   | 10 (10)      | 2018-12-21 | Anthony Nesty sporthal, Paramaribo, Surinam                                | Retiene títulos WBC y WBO Latino pesado.                               |
| G                               | 12–0   | Santander Silgado | KO   | 1 (10)       | 2018-08-31 | Convention Center, Florida, Estados Unidos                                 | Retiene el título WBO Latino pesado.                                   |
| G                               | 11–0   | Carlos Nascimento | KO   | 5 (10), 1.53 | 2018-02-24 | Domo Unidad Deportiva del F.U.T.V., Merida, Yucatán, México                | Retiene el título WBC Latino pesado. Gana el título WBO Latino pesado. |
| G                               | 10–0   | Sergio Ramírez    | KO   | 1 (8)        | 2017-10-07 | Domo Unidad Deportiva del F.U.T.V., Merida, Yucatán, México                | Gana el título WBC Latino del peso pesado.                             |
| G                               | 9–0    | Juan Carlos Salas | KO   | 1 (6), 1:44  | 2017-05-27 | Polyforum Zam Ná, Merida, Yucatán, México                                  |                                                                        |
| G                               | 8–0    | Jose Felix        | TKO  | 1 (8), 1:34  | 2017-04-18 | Casa de los Clubes, Santo Domingo, República Dominicana                    |                                                                        |
| G                               | 7–0    | Carlos Rodríguez  | TKO  | 1 (8), 1:06  | 2017-03-31 | Coliseo Pepe Mayen, San Pedro de Macoris, República Dominicana             |                                                                        |
| G                               | 6–0    | Hugo Leon         | KO   | 3 (6), 0:36  | 2016-09-03 | Club Deportivo Ferrocarrilero, Aguascalientes City, Aguascalientes, México |                                                                        |
| G                               | 5–0    | Tracey Johnson    | TKO  | 2 (6), 1:41  | 2016-08-06 | Doubletree Miamimart Hotel, Miami, Florida, Estados Unidos                 |                                                                        |
| G                               | 4–0    | Lucas Queen       | KO   | 1 (4), 1:04  | 2016-04-01 | War Memorial Auditorium , Fort Lauderdale, Florida, Estados Unidos         |                                                                        |
| G                               | 3–0    | David Gogishvili  | TKO  | 2 (4), 1:05  | 2016-03-05 | Colosseum Sport Hall, Grozny, Chechnya, Rusia                              |                                                                        |
| G                               | 2–0    | Emre Altintas     | TKO  | 1 (4), 1:54  | 2015-03-21 | Unihalle Wuppertal, Wuppertal, Nordrhein-Westfalen, Alemania               |                                                                        |
| G                               | 1–0    | Gabor Farkas      | KO   | 1 (4), 1:14  | 2015-03-06 | Bruno Gehrke Halle , Spandau, Berlin, Alemania                             |                                                                        |